# 柳生矩美
柳生 矩美（やぎゅう のりよし）は、江戸時代中期の大和国柳生藩の世嗣。通称は隼人。

## 略歴
因幡国鹿奴藩主・池田仲澄の五男。
柳生藩主・柳生俊方の養子となっていた宗盈が廃嫡された後、新たな養子に迎えられる。享保2年（1717年）徳川吉宗に拝謁するが、享保6年（1721年）に家督を相続することなく早世した。
代わって、伊勢国桑名藩から俊平が養子に迎えられ、嫡子となった。